# (183963) 2004 DJ64
(183963) 2004 DJ64, também escrito como (183963) 2004 DJ64, é um objeto transnetuniano (TNO) que está localizado no cinturão de Kuiper, uma região do Sistema Solar. Este objeto é classificado como um cubewano. O mesmo possui uma magnitude absoluta (H) de 7,2 e, tem um diâmetro com cerca de 160 km, por isso existem poucas chances que possa ser classificado como um planeta anão, devido ao seu tamanho relativamente pequeno.

## Descoberta
(183963) 2004 DJ64 foi descoberto no dia 26 de fevereiro de 2004 por Marc W. Buie.

## Órbita
A órbita de (183963) 2004 DJ64 tem uma excentricidade de 0.103, possui um semieixo maior de 44,213 UA e um período orbital de cerca de 294 anos. O seu periélio leva o mesmo a uma distância de 39,814 UA em relação ao Sol e seu afélio a 48,612 UA.